# Binaire visuelle

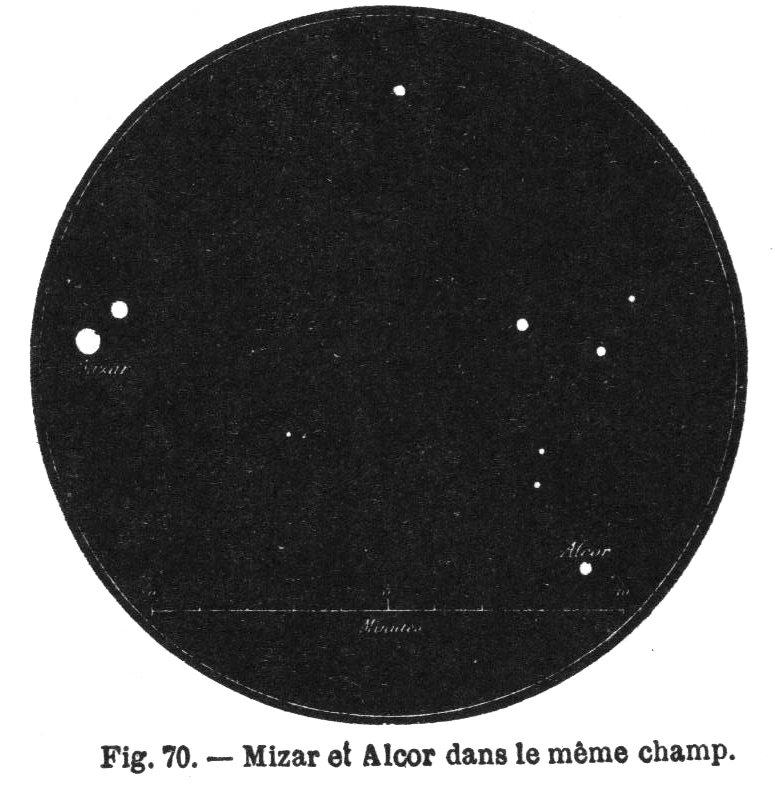
Mizar, son compagnon, et Alcor, d'après Camille Flammarion (1882)

Une étoile double visuelle est un couple d'étoiles proches sur le ciel dont les deux composantes peuvent être observées séparément avec un instrument comme un télescope, et cette définition dépend donc en particulier du pouvoir de résolution de l'instrument. Parmi celles-ci, les binaires visuelles sont celles dont la propriété d'étoile binaire est révélée en général par le mouvement orbital relatif de la secondaire autour de la primaire. 

## Historique

### Les doubles visuelles
Bien que Mizar et son cavalier Alcor, avec leur séparation de 12', aient probablement servi de test d'acuité visuelle depuis l'Antiquité, la première utilisation du terme « étoile double » qui nous soit parvenue provient de Ptolémée dans l'Almageste (Vol VII-VIII, ~137) : il s'agit de ν1 et ν2 Sagittarii, de séparation 14', indiquée comme « Quæ in oculo [du Sagittaire] est nebulosa et bina » (cf. Peters & Knobel 1915).
Le deuxième acte va se jouer avec le développement de l’instrumentation : l'invention de la lunette astronomique. L'histoire des étoiles doubles retient que la première étoile double « télescopique » est Mizar, mais diverge quant au découvreur : le père jésuite Giovanni Baptista Riccioli en 1650 a-t-il été précédé par Benedetto Castelli, décrivant à son ancien maître Galilée, le 7 janvier 1617 « una delle belle cose che siano in cielo » ? Quoi qu'il en soit, les découvertes des premières étoiles doubles s’égrènent à partir du milieu du XVIIe siècle :
| Date       | Étoile             | Auteur                           | Lieu                   |
| ---------- | ------------------ | -------------------------------- | ---------------------- |
| 01-1617    | Mizar              | Benedetto Castelli               | Pise?                  |
| 04-02-1617 | θ1 Orionis (A,B,C) | Galilée                          | Bellosguardo           |
| 1650       | Mizar              | père Giovanni Baptista Riccioli  | Bologne                |
| 1656       | θ1 Orionis (A,B,C) | Christian Huygens (redécouverte) | Pays-Bas               |
| 20-03-1673 | θ1 Orionis (D)     | Abbé Jean Picard                 |                        |
| 1664       | γ Arietis          | Robert Hooke                     | Angleterre             |
| 12-1685    | α Crucis           | Père Fontenay                    | Cap de Bonne-Espérance |
| 1689       | α Centauri         | père Richaud                     | Pondichéry             |
| 1719       | Castor             | James Bradley                    | Angleterre             |
| 1753       | 61 Cygni           | James Bradley                    | Angleterre             |

Il s'agit au début de découvertes faites par hasard, dont on pensait probablement qu'il s'agissait de doubles optiques, et aucune étude systématique ne fut entreprise jusqu'à la réalisation du premier Catalogue d'étoiles doubles par Christian Mayer à Mannheim en 1777-1778 (Bode 1781). 
Le troisième acte correspond à la mise en évidence des binaires visuelles au tout début du XIXe siècle, qui allait donner une très forte impulsion à la collecte des étoiles doubles, parce que le mouvement orbital pouvait permettre de « peser » les étoiles - et être d'ailleurs la seule méthode directe pour le faire. 
| Date     | Auteur (catalogue)                       | Nombre de couples |
| -------- | ---------------------------------------- | ----------------- |
| 1781     | Christian Mayer                          | 60                |
| 1782     | William Herschel                         | 269               |
| 1785     | William Herschel                         | 454               |
| 1827     | Friedrich Georg Wilhelm von Struve (STF) | 3112              |
| 1906     | Sherburne Wesley Burnham (BDS)           | 13665             |
| 1932     | Robert Grant Aitken (ADS)                | 17180             |
| 1963     | Jeffers, van de Bos, Greeby (IDS)        | 64247             |
| 1994     | Dommanget & Nys (CCDM)                   | 34031             |
| 1997     | Hipparcos (DMSA)                         | 23882             |
| mai 2000 | Washington Double Star Catalog (WDS)     | 83286             |
| 2002     | Tycho double star catalogue (TDSC)       | 103259            |

Le nombre de découvreurs est beaucoup plus considérable que ne le suggère la liste ci-dessus ; faute de pouvoir les citer tous, on peut par exemple mentionner les fils de Herschel (John) ou de Struve (Otto). D'autre part, les Catalogues mentionnés contiennent d'une part des étoiles doubles (ou multiples) qui peuvent être aussi bien des doubles optiques que des vraies binaires et ils sont d'autre part en partie redondants : en termes de découverte pure il semble que l'on doive en accorder environ 2640 à Wilhelm Struve, 1260 à Burnham, 4500 à Aitken et Hussey, au moins 2996 pour Hipparcos, 13250 pour Tycho. 

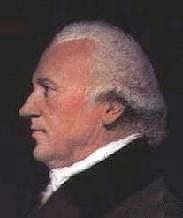
William Herschel

### Les binaires visuelles
La première confirmation de l'existence des binaires visuelles a été faite par l'astronome-musicien William Herschel le 1er juillet 1802 devant la Royal Society. C'est également à cette occasion qu'il explicita la différence entre ce que Ptolémée avait désigné comme « étoile double » et ce qu'il appela alors une étoile binaire : « if a certain star should be situated at any, perhaps immense, distance behind another, and but little deviating from the line in which we see the first, we should have the appearance of a double star. But these stars being totally unconnected would not form a binary system. If, on the contrary, two stars should really be situated very near each other; and at the same time so far insulated as not to be materially affected by neighboring stars, remain united by the bond of their mutual gravitation toward each other » (Herschel 1802).
L'idée elle-même n'était pas nouvelle, car Christian Mayer en 1779 avait envisagé la possibilité de petits soleils orbitant de plus gros, mais Herschel (1782) avait pris ses distances à l'époque, en jugeant prématurée cette hypothèse. Dans ce débat, Lambert avait argumenté en 1761 qu'une binaire devrait présenter un mouvement orbital, que celui-ci n'avait pas été observé, et qu'en général les doubles devaient être des doubles optiques. Entretemps, John Michell (1767) avait utilisé un argument statistique plus subtil (quoique pas complètement correct) prouvant qu'au contraire la probabilité était trop faible de trouver deux étoiles si proches prises au hasard dans un échantillon limité en magnitude d'étoiles indépendantes: « it is highly probable in particular, and next to a certainty in general, that such double stars...do really consist of stars placed together, and under the influence of some general law ». 
Dans le cas contraire, l'observation des couples de luminosité différente (la plus brillante pouvant être a priori la plus proche) pourrait permettre de mesurer des mouvements propres et Bode, dans ses commentaires sur le catalogue de Mayer, suggéra ainsi l'étude du mouvement relatif des étoiles doubles. En utilisant un argument similaire, Herschel (1782) se mit à mesurer méticuleusement un grand nombre de couples, en commençant le 11 novembre 1776 avec θ1 Orionis. Il cherchait à mesurer une parallaxe annuelle différentielle, suivant en cela la suggestion faite un siècle et demi plus tôt par l'illustre défenseur de l'héliocentrisme: « …quel grand progrès pour l'astronomie ? Car de cette manière, en plus d'établir le mouvement annuel, nous pourrions arriver à connaître la taille et la distance de l'étoile. » (Galilée 1632). 
Paradoxalement, Herschel n'allait pas contribuer sur ce dernier point : il faudra attendre Bessel 35 ans plus tard pour acquérir la première mesure de parallaxe. En revanche, dans un article fondateur de l'étude des binaires (1803), il allait fournir une liste de couples orbitaux, Castor en tête. Non seulement la controverse sur la nature physique d'un certain nombre de systèmes doubles était réglée, mais la voie était ouverte pour prouver à la fois que la loi de la gravitation de Newton était réellement universelle car valable hors du système solaire ; et enfin que les étoiles pouvaient avoir une magnitude absolue différente, puisque des objets d'un même couple, donc à la même distance, avaient souvent une différence de magnitude significative (Herschel continua néanmoins à considérer pendant des années que la brillance était un indicateur de distance).
Quant au premier point, il fallut encore attendre un quart de siècle pour le prouver, quand Félix Savary (1827) calcula comment reconstituer l'orbite du couple, problème non trivial car l'orbite observée est la projection sur le plan tangent du ciel de la véritable orbite. La première « application numérique » de Savary fut pour ξ Ursae Majoris, de période 60 ans, cette double ayant été découverte par Herschel le 2 mai 1780, son fils John Herschel recalculant l'orbite en 1831.
La recherche et la détermination des orbites allait ensuite se poursuivre tout au long des XIXe et XXe siècles. Le Catalogue des étoiles doubles et multiples en mouvement relatif certain de Camille Flammarion contenait 819 couples en 1878. Au 1er mars 2005, le sixième catalogue des orbites d'étoiles binaires visuelles contenait 1832 orbites de 1745 systèmes.

## Classification
Il est clair que les étoiles doubles visuelles se répartissent en :
- couples optiques
- couples physiques

Cette dernière catégorie pouvant être également astrométrique, si les positions sur le ciel de chaque composante ont pu être mesurées précisément avec l'astrométrie (par exemple Hipparcos ou HST).
Dans ce qui suit, on ne s'intéressera qu'à celles dont l'orbite képlérienne peut être mise en évidence.

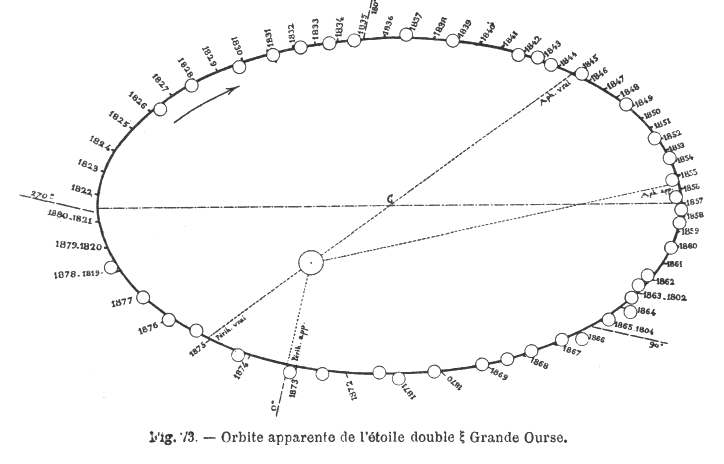
Orbite de ξ Ursae Majoris, d'après Camille Flammarion (1882)

## Théorie et application

### Équations du mouvement
La trajectoire de l'étoile secondaire relativement à la primaire est une orbite homothétique de celle de chaque composante autour du centre de masse.
On peut se rapporter aux binaires astrométriques où les équations du mouvement en coordonnées équatoriales sont décrites, à la différence près que l'angle entre la ligne des nœuds et le grand axe dans le plan de la vraie orbite se réfère ici à la secondaire, avec ω2 = ω1 + π, et que le demi-grand axe a est celui de l'orbite relative.
Cependant, et depuis les travaux d'Herschel (William), les positions relatives de la secondaire sont usuellement repérées en coordonnées polaires : la séparation ρ (en seconde d'arc) entre les composantes, et l'angle de position θ compté positivement à partir du Nord en direction de l'Est, depuis Herschel (John). Les données observées donnent ρ sin θ = -Δα cos δ et ρ cos θ = -Δδ, où Δα et Δδ sont les variations des coordonnées équatoriales dues au mouvement orbital seul, et dont on connaît l'expression en fonction des paramètres orbitaux.

### Masses et luminosités
La troisième loi de Kepler modifiée par Newton s'écrit a3/P2 = G M /(4 π2) où M est la masse totale du système, G la constante gravitationnelle, P la période, et a le demi-grand axe de l'orbite.
En unités physiques adaptées au problème des étoiles doubles, on a donc :
- {\displaystyle (M_{1}+M_{2})={\frac {(a/\varpi )^{3}}{P^{2}}}}

où:
- M1 = masse de l'étoile primaire en masse solaire.
- M2 = masse de l'objet secondaire en masse solaire.
- a1 = demi-grand axe de l'orbite de la primaire autour du barycentre en seconde d'arc.
- a2 = demi-grand axe de l'orbite de la secondaire autour du barycentre en seconde d'arc.
- a = a1+a2 = demi-grand axe de l'orbite relative en seconde d'arc.
- {\displaystyle \varpi } = parallaxe annuelle en seconde d'arc
- P = période orbitale en années.

La connaissance de l'orbite (membre de droite) permet donc d'avoir accès à la somme des masses, le problème étant de connaître la parallaxe de l'étoile. Pour obtenir les masses individuelles, il faut que la binaire visuelle soit également :
- soit astrométrique, parce que l'orbite a été obtenue par astrométrie de façon absolue ou par rapport à d'autres étoiles de fond. L'orbite de chaque composante autour du barycentre est alors connue, donnant le rapport des masses, puisque a1 M1 = a2 M2. La parallaxe est généralement connue dans ce cas.
- soit binaire spectroscopique. Si elle est binaire à un spectre (BS1), l'inclinaison connue donne le demi-grand axe de la primaire en unité astronomique et il faut faire des hypothèses supplémentaires. Si c'est une binaire à deux spectres (BS2), le rapport de masse est obtenu, ainsi que les demi-grands axes en unité astronomique. Par le rapport entre le demi-grand axe du couple en unités angulaires et ce même demi-grand axe en unités linéaires, on obtient donc en prime ce qu'on appelle la parallaxe orbitale.

Faute de mieux, on peut s'aider d'une relation masse-luminosité, mais les masses obtenues ne sont alors plus purement orbitales. 
Les magnitudes individuelles sont disponibles puisque le système est résolu, et les luminosités intrinsèques sont obtenues si la parallaxe est connue.

## Instruments d'observation
De nombreuses techniques d'observation ont été mises au point pour observer et mesurer les étoiles doubles. À la date du 20 novembre 2005, les 588 822 mesures d'étoiles doubles du Catalogue WDS et la séparation moyenne en seconde d'arc entre composantes se répartissaient en :
| Instrument d'observation      | % mesures | Séparation (") |
| ----------------------------- | --------- | -------------- |
| Lunette + micromètre          | 58        | 8.08           |
| Astrographe                   | 11        | 21.62          |
| Hipparcos et Tycho            | 9         | 11.17          |
| Photographie longue focale    | 6         | 21.44          |
| Interférométrie des tavelures | 6         | 0.92           |
| Télescope + micromètre        | 6         | 6.24           |
| Astrométrie CCD               | 1         | 15.46          |
| Cercle méridien               | 1         | 34.22          |
| Autre (18 méthodes)           | 2         | 0.12 - 50      |

Les autres moyens d'observation sont l'interférométrie optique (~0,17"), le télescope spatial Hubble (~1"), l'héliomètre (~48"), l'optique adaptative (~2,4"), l'interférométrie à longue base (~0,12"), les mesures d'occultation (~4,5"), etc.